# Rhynchocyon petersi
Rhynchocyon petersi é uma espécie de musaranho-elefante da família Macroscelididae. Pode ser encontrada na Tanzânia (incluindo as ilhas de Mafia e Zanzibar) e no sudoeste do Quênia.